# 브루스터 F2A 버펄로

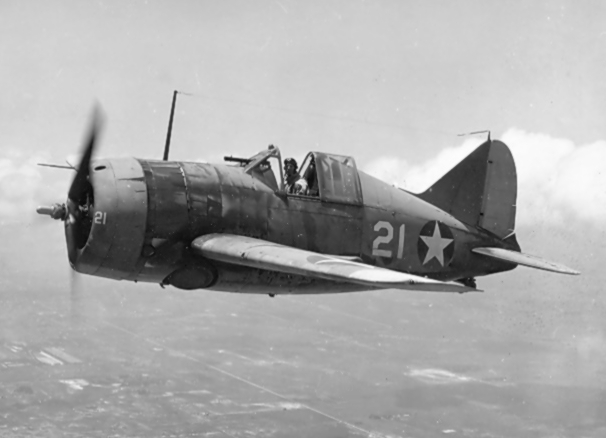
전투 중인 브루스터 F2A-3

브루스터 F2A 버펄로(Brewster F2A Buffalo)는 제2차 세계 대전 초에 운영된 미국의 전투기이다. Brewster Aeronautical Corporation이 설계 및 개발을 맡았으며 항공모함을 위한 구속 훅과 기타 수정을 가한 미국 최초의 단엽기이다. 버펄로는 1939년 그러먼 F4F 와일드캣의 경쟁에서 이겼으며 미국 해군 최초의 단엽 전투기이다.

## 종류

F2A-1 버펄로

- XF2A-1
- F2A-1
- F2A-2
- F2A-3
- XF2A-4
- B-239
- B-339B
- B-339C
- B-339D
- B-339E
- B-339-23 (B-439)

## 같이 보기
- 그러먼 F4F 와일드캣
- 호커 허리케인
- 0식 함상전투기